# 怪物屋敷

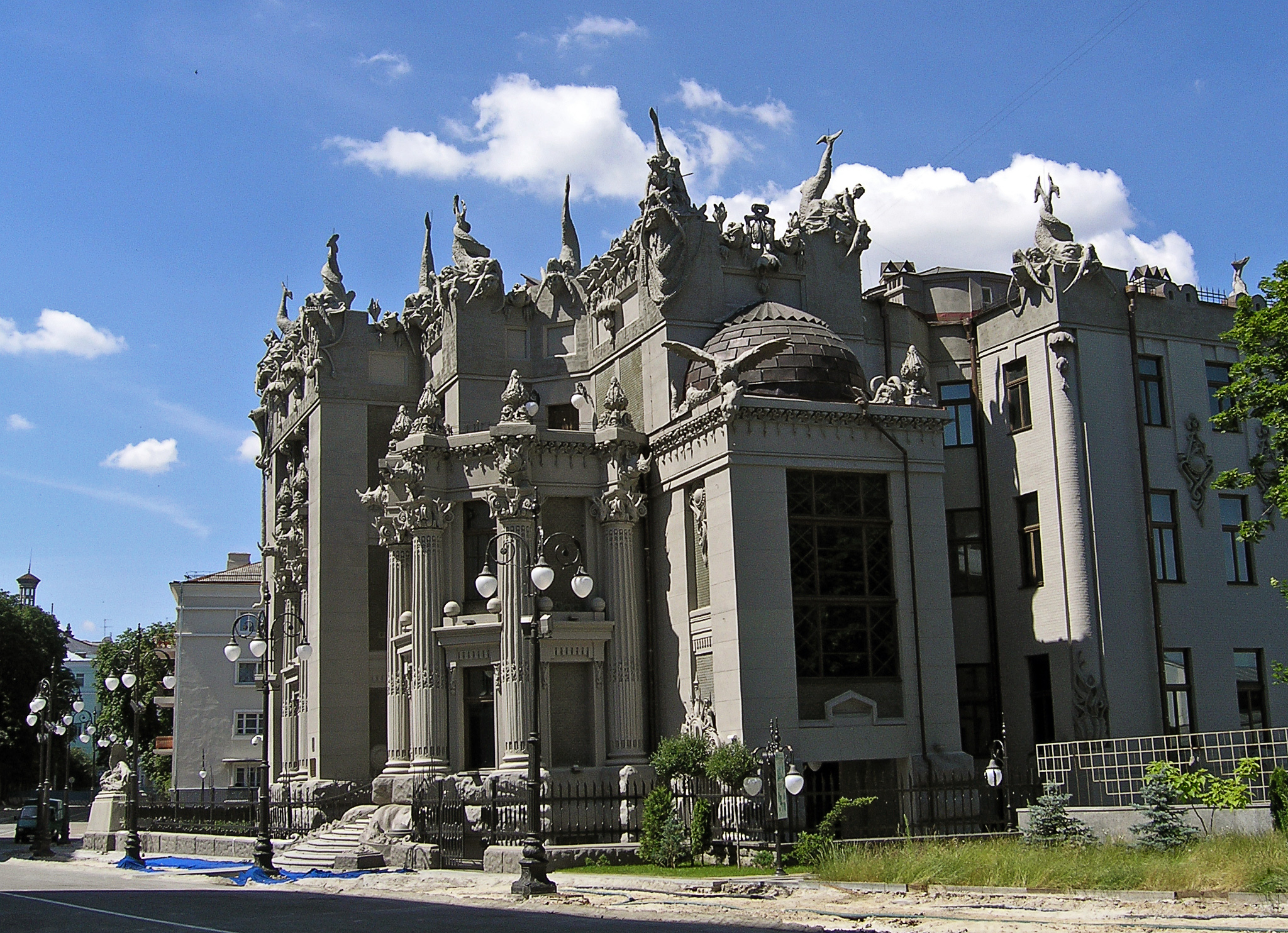
怪物屋敷

怪物屋敷（かいぶつやしき、ウクライナ語：Будинок з химерами）は、ウクライナの首都キーウ、バーンコヴァ通りに位置するアール・ヌーヴォー様式の煉瓦造りの邸宅である。

## 概要
1901年から1902年の間に高級マンションとして「キーウのガウディ」と呼ばれたポーランド人の建築家レシェク・ホロデツキによって建てられた。邸宅の名称は、動物と怪物をモチーフにイタリア人の彫刻家エリオ・サリャがつくった装飾にちなんでいる。ホロデツキ邸宅ともよばれる。
2005年以後、ウクライナ大統領の公邸の一つである。ウクライナの重要文化財。

## 画廊

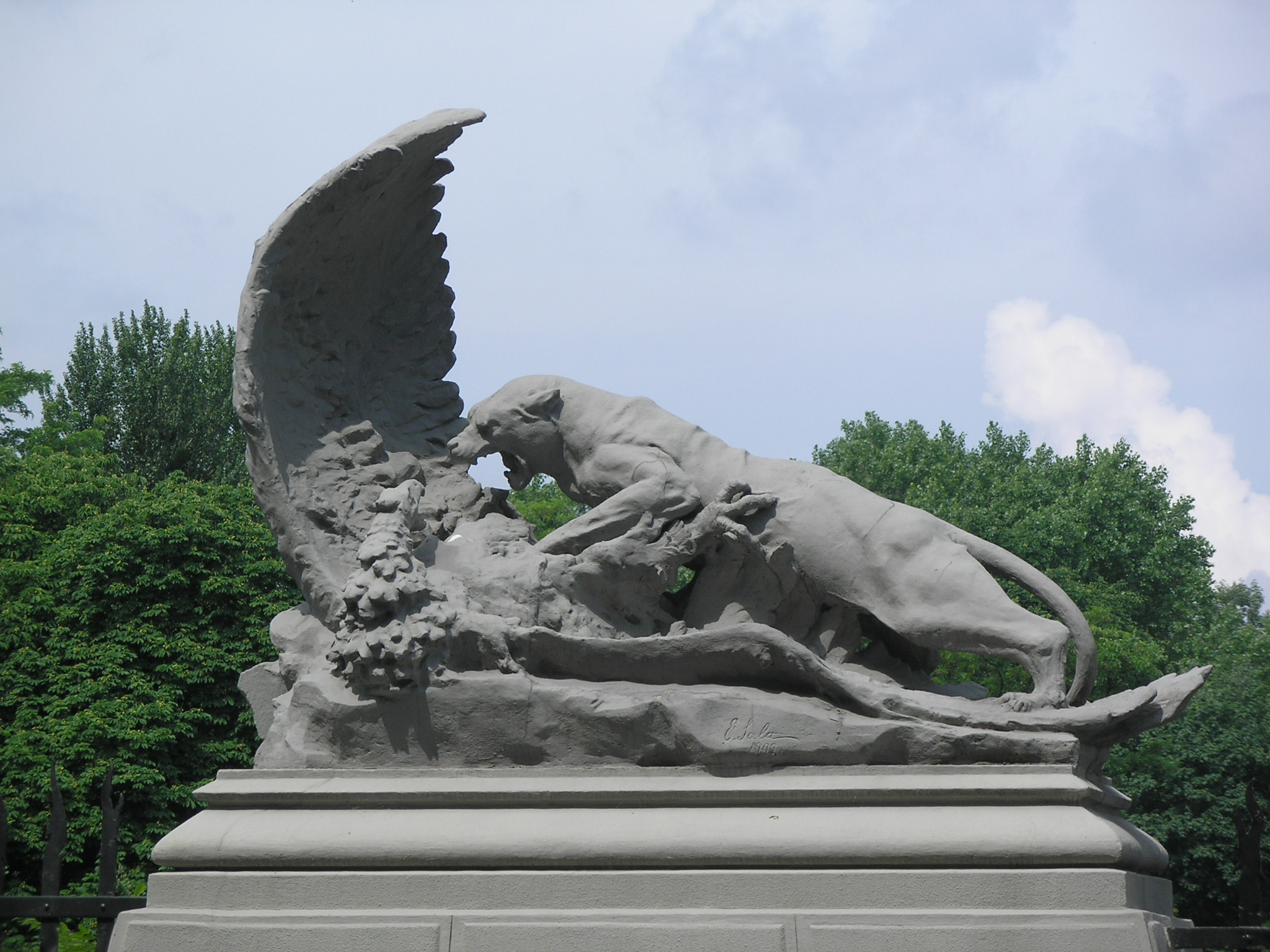
門前の獅子と鷲の戦い
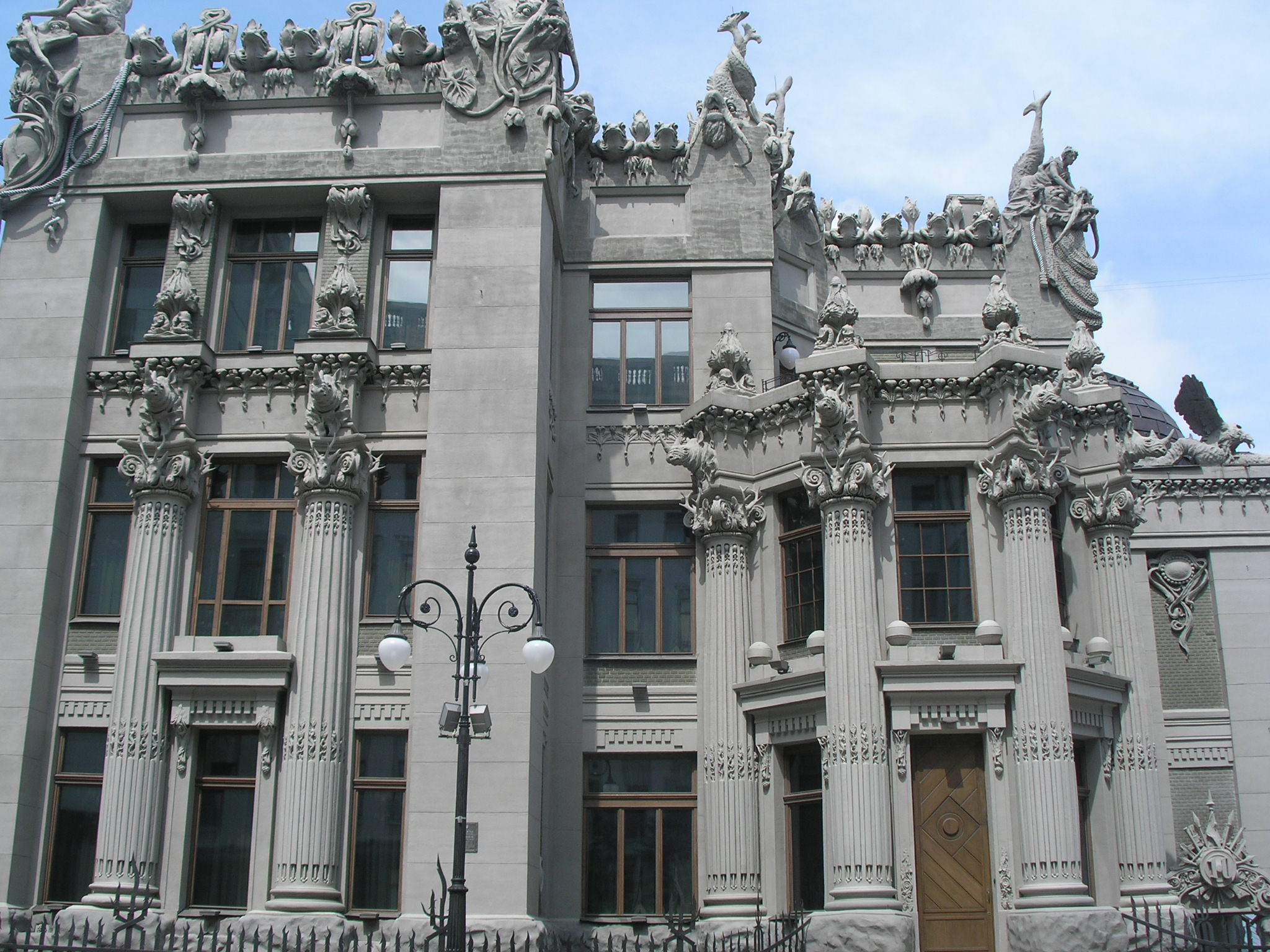
正面
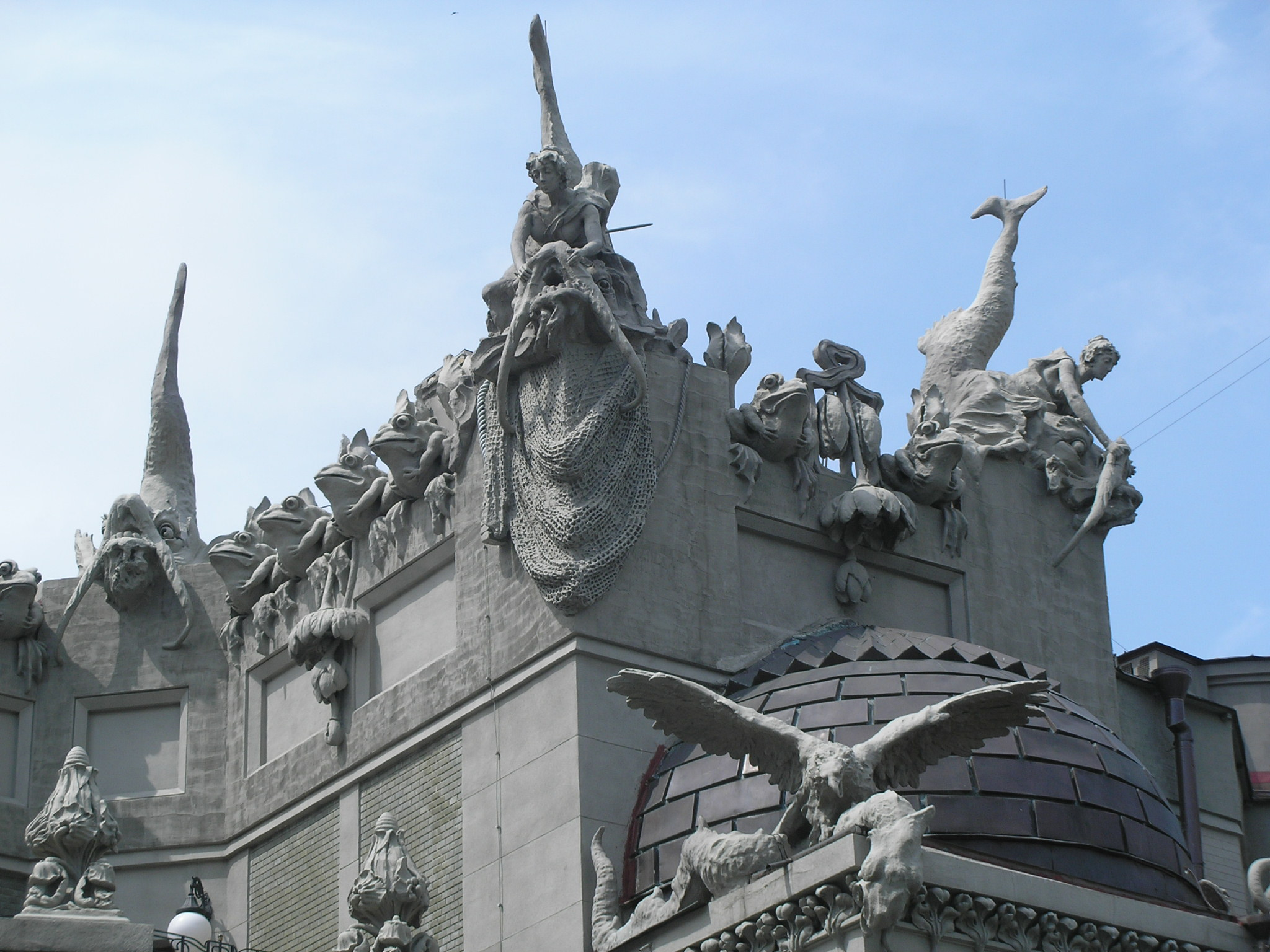
屋根の人魚と蛙
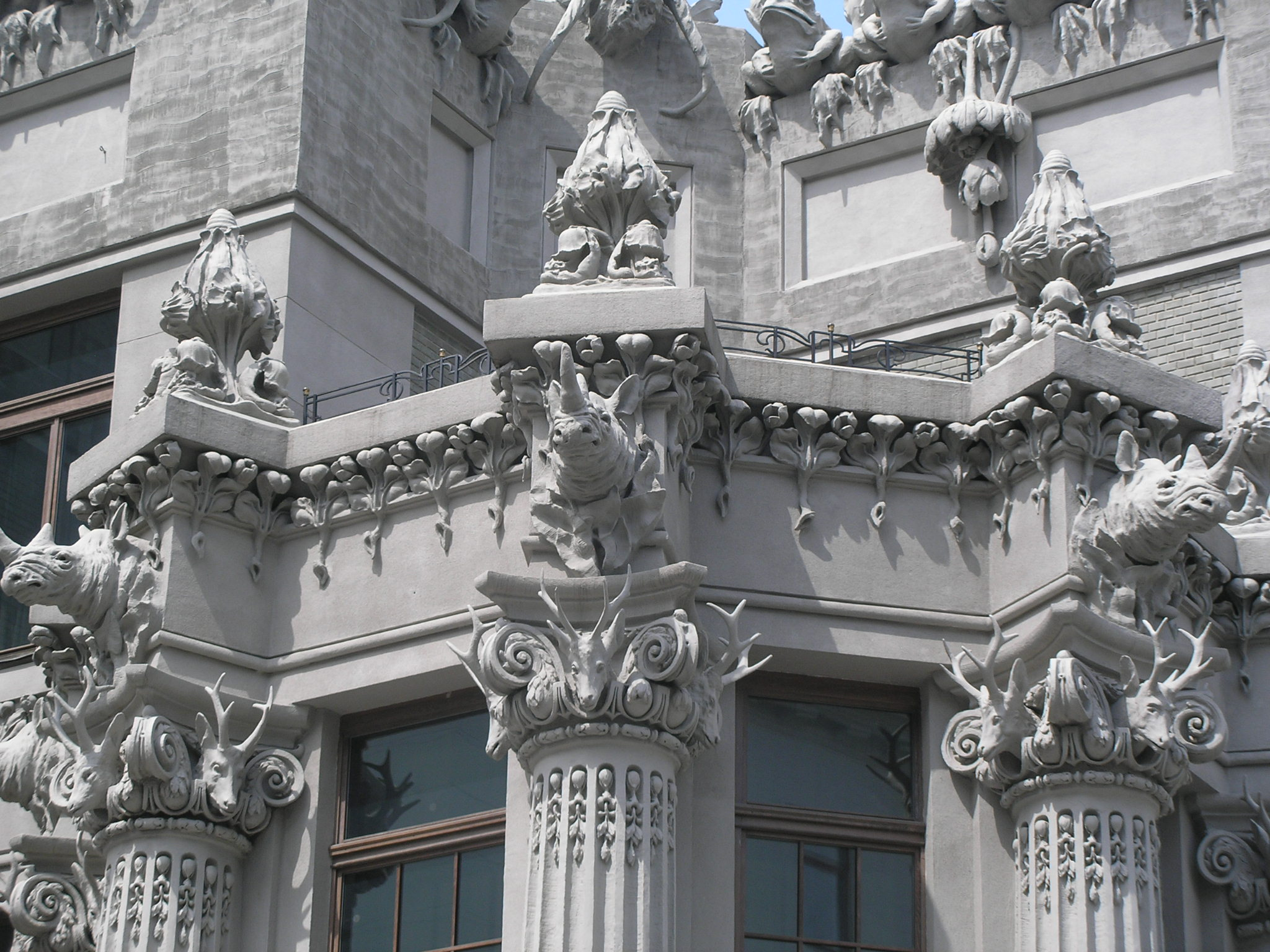
犀と鹿
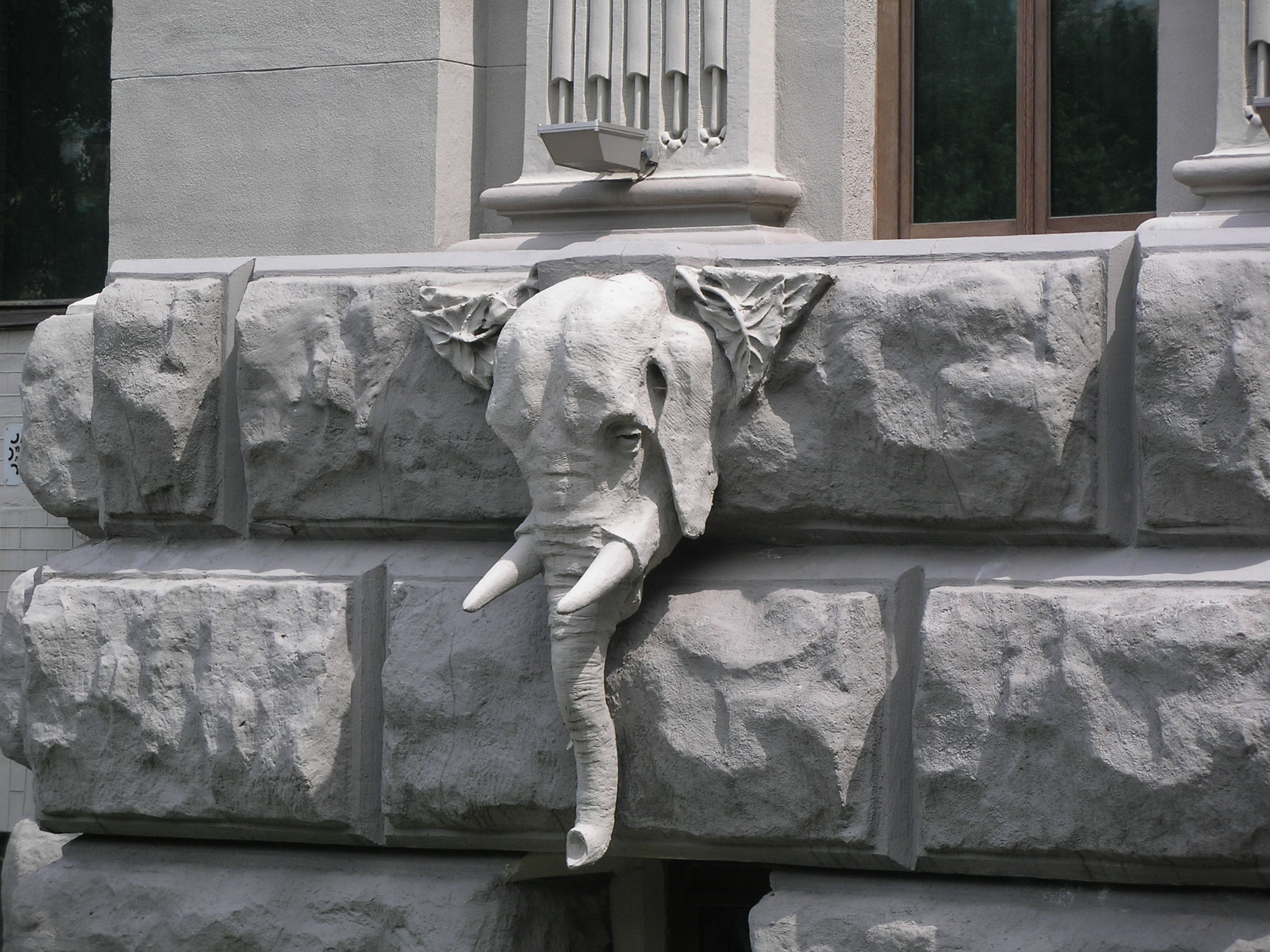
象
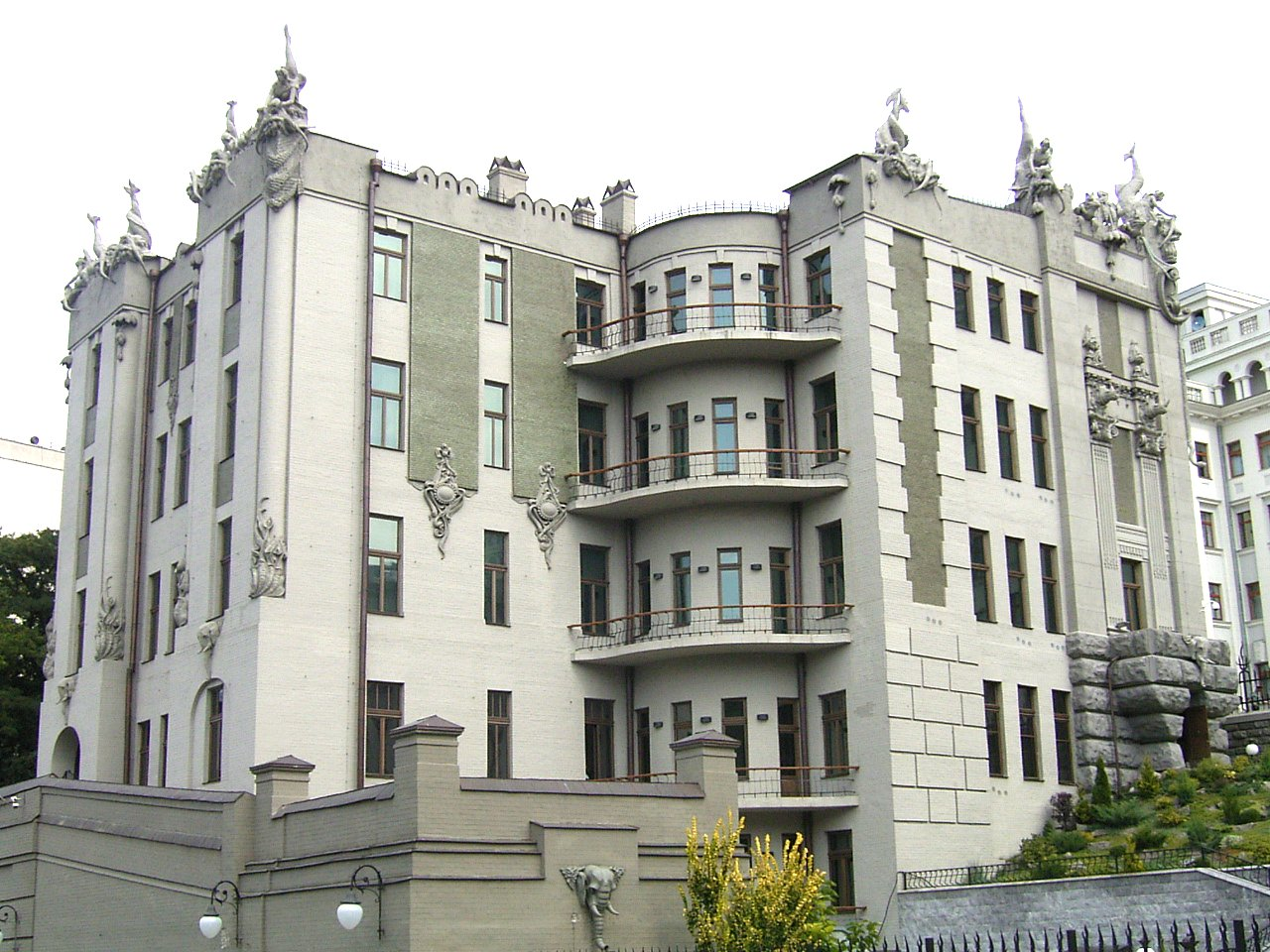
裏面
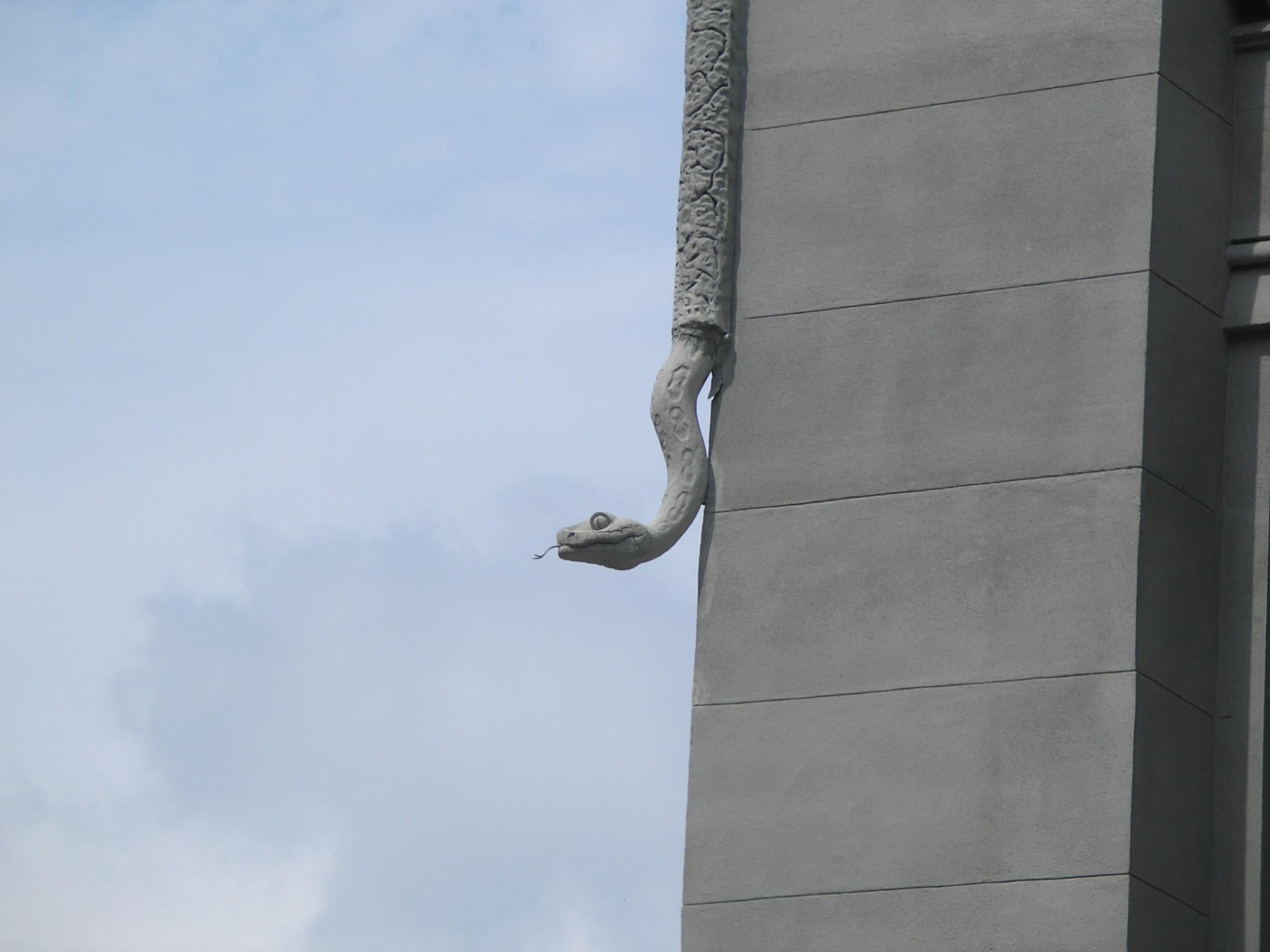
錦蛇
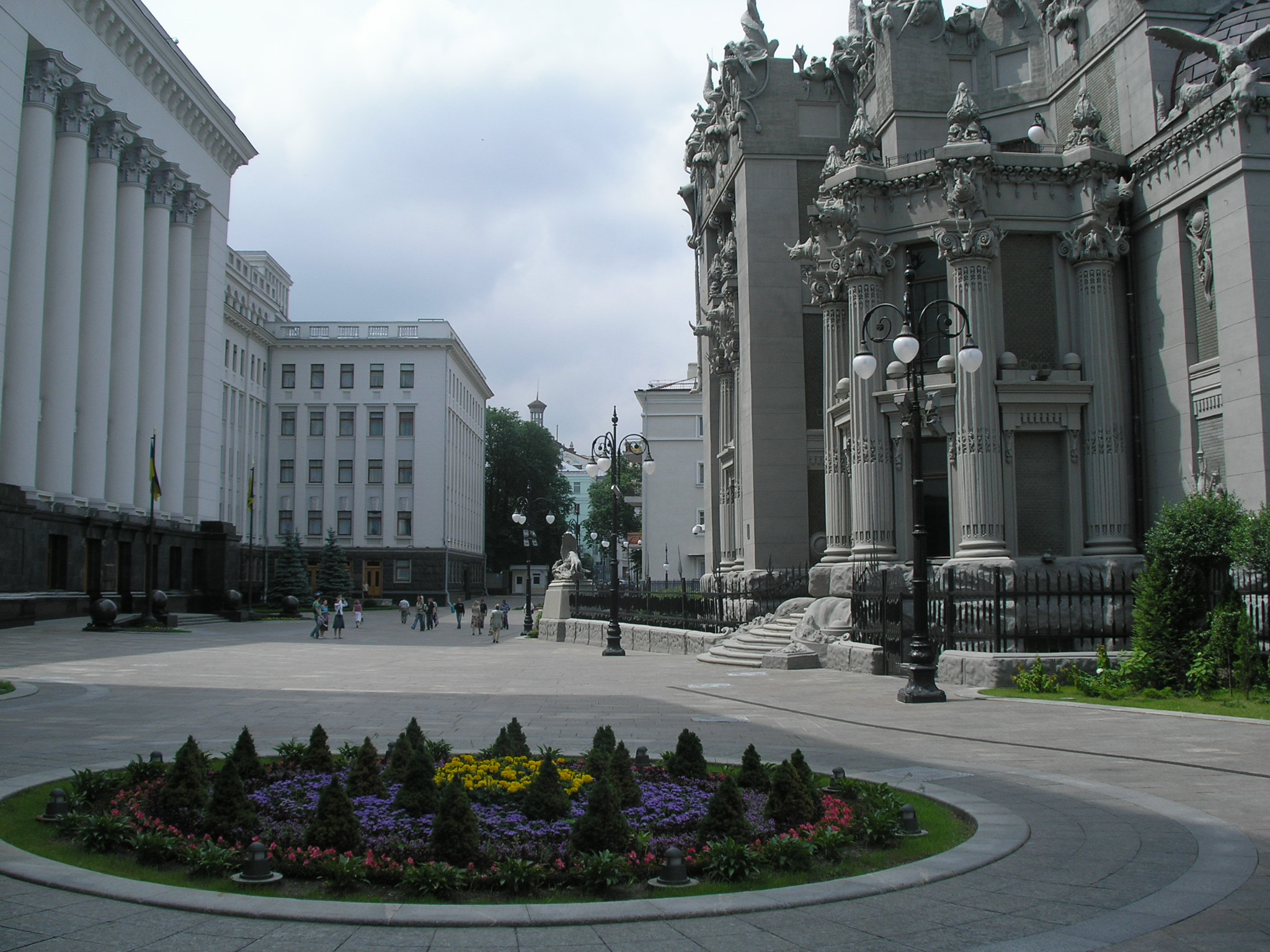
正面